# Liste der Untersuchungsausschüsse des Landtags von Baden-Württemberg
Die Liste der Untersuchungsausschüsse des Landtags von Baden-Württemberg umfasst durchgeführte Untersuchungsausschüsse seit 1952. Es werden der offizielle Titel des Ausschusses genannt (evtl. zusätzlich eine gebräuchliche Bezeichnung) und der Zeitraum aufgelistet.
Ein Untersuchungsausschuss in Baden-Württemberg kann von einem Viertel der Landtagsmitglieder oder zwei Fraktionen beantragt werden.

## 1. Wahlperiode (1952–1956)
- Untersuchungsausschuss Haushaltsführung des ehemaligen Landes Baden[2]

## 2. Wahlperiode (1956–1960)
- Untersuchungsausschuss Überprüfung der Dienstführung des früheren Leiters der Abt. IV des Regierungspräsidiums Südbaden, Dr. Ballweg[3]

## 4. Wahlperiode (1964–1968)
- Untersuchungsausschuss ENI[4]

## 6. Wahlperiode (1972–1976)
- Untersuchungsausschuss Finanzgebaren der Universitäten[5]

## 7. Wahlperiode (1976–1980)
- Untersuchungsausschuss Standortwahl für die Sondermülldeponie Süd[6]
- Untersuchungsausschuss Vorfälle in der Vollzugsanstalt Stuttgart-Stammheim[7]
- Untersuchungsausschuss Ernennung von Schulleitern[8]

## 8. Wahlperiode (1980–1984)
- Untersuchungsausschuss „Indirekte Parteienfinanzierung“. Der Untersuchungsausschuss endete ohne Abschlussbericht.[9]

## 9. Wahlperiode (1984–1988)
- Untersuchungsausschuss „Indirekte Parteienfinanzierung“ (1985–1987)[10]
- Untersuchungsausschuss „Gefährdungen durch Sondermüll“ (1984–1987).[11]
- Untersuchungsausschuss „Situation der Psychiatrischen Krankenhäuser“ (1987)[12]

## 10. Wahlperiode (1988–1992)
- Untersuchungsausschuss „Menschenwürde und Selbstbestimmung im Alter“ (1988–1990)[13]
- Untersuchungsausschuss „Gefahren durch Dioxine in Baden-Württemberg“ (1989–1991)[14]
- Untersuchungsausschuss „Verluste durch das Projekt Privatuniversität Mannheim“ (1990–1991)[15]
- Untersuchungsausschuss „Unabhängigkeit von Regierungsmitgliedern und Strafverfolgungsbehörden“, Traumschiff-Affäre (1991–1992).[16] Ergänzung des Auftrags um Spielcasino-Affäre (ab September 1991)[17]

## 11. Wahlperiode (1992–1996)
- Untersuchungsausschuss „Praxis der Überwachung, der Dokumentation und der Weitergabe von geheimhaltungsbedürftigen Erkenntnissen des von staatlichen Stellen kontrollierten Telefonverkehrs in Baden-Württemberg“ (1993–1994)[18]
- Untersuchungsausschuss „Genehmigungsverfahren, sicherheitstechnische Auslegung, Aufsicht und Begutachtung im Zusammenhang mit dem Kernkraftwerk Obrigheim (KWO)“ (1994–1996)[19]
- Untersuchungsausschuss „Die Gleichheit der Steuerbürgerinnen und -bürger vor den Steuerbehörden Baden-Württembergs und die Steuerverwaltungspraxis im Fall Stefanie/Peter Graf, Brühl“ (1995–1996)[20]

## 12. Wahlperiode (1996–2001)
- Untersuchungsausschuss „Förderpraxis bei der ländlichen Sozialberatung der Bauernverbände“ (1999–2000)[21]

## 13. Wahlperiode (2001–2006)
- Untersuchungsausschuss „Fehler der Atomaufsicht in Baden-Württemberg im Zusammenhang mit den meldepflichtigen Ereignissen und dem Fehlverhalten im Kernkraftwerk Philippsburg Werk 2 und die daraus zu ziehenden Konsequenzen“ (2002–2003)[22]
- Untersuchungsausschuss „Verhalten von Landesregierung und Landesbehörden im Zusammenhang mit kriminellen Aktivitäten von Manfred Schmider und Matthias Schmider, insbesondere bei der Firmengruppe FlowTex“ (2002–2005)[23]
- Untersuchungsausschuss „Die Rolle der Landesregierung bei der Verlagerung Sinsheimer Messen nach Stuttgart“ (2005–2006)[24]

## 14. Wahlperiode (2006–2011)
- Untersuchungsausschuss „Aufarbeitung des Polizeieinsatzes am 30. September 2010 im Stuttgarter Schlossgarten“ (2010–2011)[25]

## 15. Wahlperiode (2011–2016)
- Untersuchungsausschuss „EnBW-Deal“ (2011–2014)[26]
- Untersuchungsausschuss „Polizeieinsatz Schlossgarten II“ (2013–2016)[27]
- Untersuchungsausschuss „Rechtsterrorismus/NSU BW“ (2014–2016)[28]

## 16. Wahlperiode (2016–2021)
- Untersuchungsausschuss „Rechtsterrorismus/NSU BW II“ (2016–2018)[29]
- Untersuchungsausschuss „Zulagen Ludwigsburg“ (2017–2019)[30]
- Untersuchungsausschuss „Abläufe in Zusammenhang mit der Beteiligung des Landes an der Weltausstellung 2020 (UsA Baden-Württemberg-Haus)“ (2020–2021)[31]

## 17. Wahlperiode (seit 2021)
- Untersuchungsausschuss „Handeln des Innenministers und des Innenministeriums im Fall des Verdachts der sexuellen Belästigung gegen den Inspekteur der Polizei Baden-Württemberg und Beurteilungs-, Beförderungs- und Stellenbesetzungsverfahren in der Polizei Baden-Württemberg (UsA IdP & Beförderungspraxis)“ (seit 2022)[32]